# 白岩站 (四川省)
白岩站是达成铁路上的一座铁路车站，位于四川省南充市营山县小桥镇，隶属于成都铁路局遂宁车务段，为四等站。车站于1996年2月起临时运营，1997年12月28日开通正式运营，时以所在镇命名为小桥站，并办理客货运业务。达成铁路扩能改造后，本站停办客运，现仅办理货运业务。车站上下行区间均为复线，区间及站内均已电气化。因与青藏铁路小桥站重名，车站自2022年3月20日起改名为白岩站。

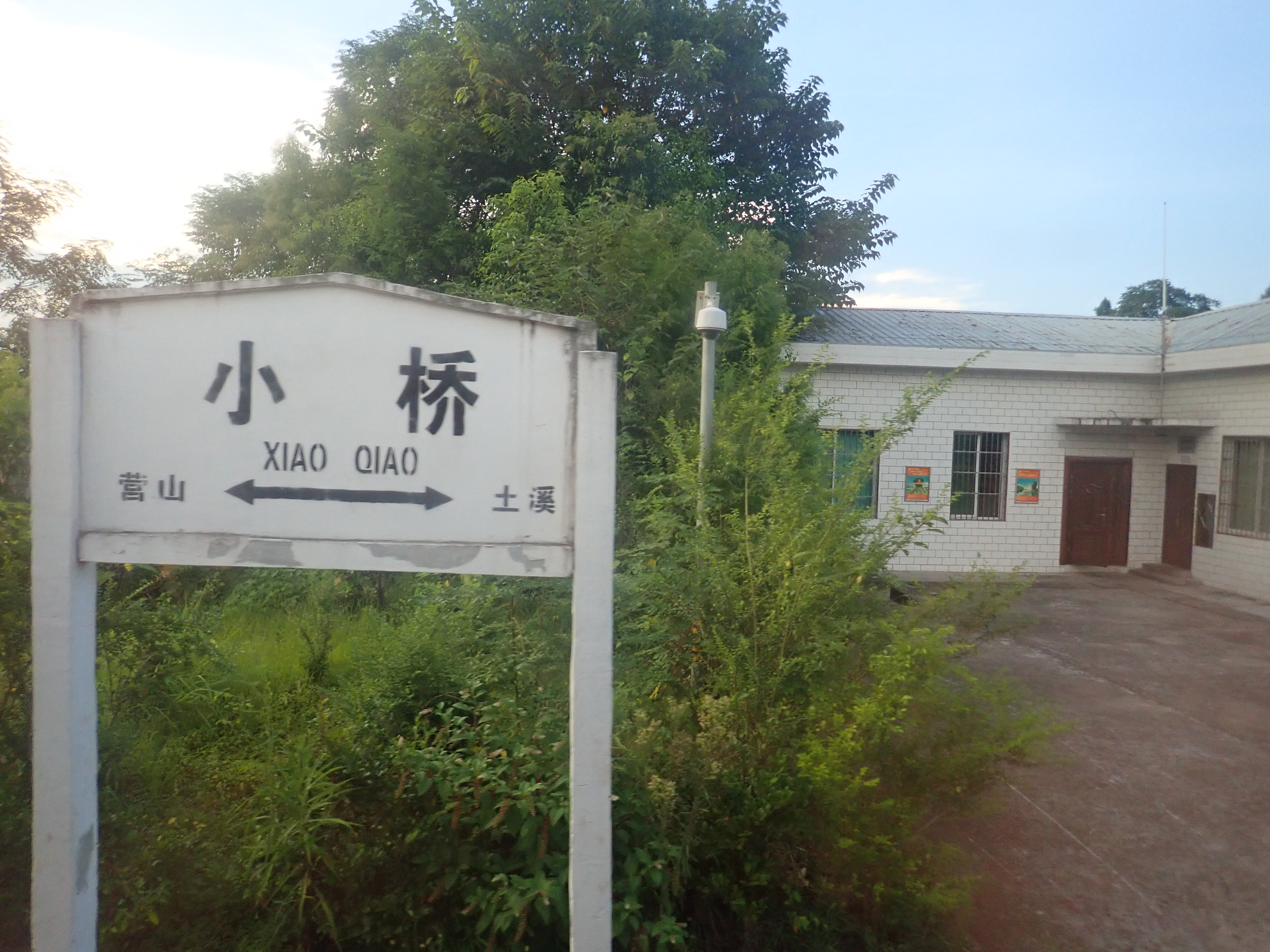
2018年，列车上拍摄的车站站牌（当时名称为小桥站）

## 车站设施
车站站场西北—东南走向，设有股道4条（其中正线2股，侧线2股），站台2座，站房位于线右，未配备客货运设施（仅有通勤用短站台）。